# Protamphisopus wianamattensis
Protamphisopus wianamattensis är en kräftdjursart som först beskrevs av Charles Chilton 1918.  Protamphisopus wianamattensis ingår i släktet Protamphisopus och familjen Phreatoicopsidae. Inga underarter finns listade i Catalogue of Life.